# Henrik Ahnström
Henrik Ahnström, född 1 juli 1981, en svensk friidrottare (långdistanslöpare) tävlande för Hälle IF. Ahnström är uppväxt i Lessebo och hans moderklubb är Skruvs IF. 
Vid U23-EM i Bydgoszcz, Polen år 2003 deltog Ahnström på 5 000 meter och kom där på en femtondeplats  med tiden 14:50,11.

## Personliga rekord
| Utomhus - 1 500 meter – 3:46,54 (Karlskrona 12 juni 2006) - 3 000 meter – 8:13,89 (Tempe, Arizona USA 13 april 2002) - 5 000 meter – 13:43,88 (Eugene, Oregon USA 24 april 2004) - 5 000 meter – 14:09,32 (Prag, Tjeckien 17 juni 2006) - 10 000 meter – 30:19,40 (Kervo, Finland 27 maj 2007) - 10 km landsväg – 30:01 (Phoenix, Arizona USA 14 november 2004) - 10 km landsväg – 30:32 (Stockholm 19 augusti 2006) - Halvmaraton – 1:06:19 (Göteborg 12 maj 2007) - 2 000 meter hinder – 5:47,06 (Västerås 11 augusti 2000) - 3 000 meter hinder – 8:34,89 (Sacramento, Kalifornien USA 8 juni 2005) | Inomhus - 3 000 meter – 8:17,42 (Ames, Iowa USA 9 februari 2002) - 5 000 meter – 13:52,33 (Seattle, Washington USA 12 februari 2005) - 5 000 meter – 14:12,07 (Stockholm 2 februari 2006) |